# Behzod Abduraimov
Behzod Abduraimov, né le 11 septembre 1990 à Tachkent (RSS d'Ouzbékistan, URSS), est un pianiste ouzbek. Il est le lauréat du concours international de piano de Londres en 2009. En 2010 il a gagné le 1er Prix du concours Kissinger Klavierolymp, relié au festival Kissinger Sommer .
Abduraimov a commencé l'étude du piano à l'âge de six ans. Il poursuit sa formation au lycée d'état central Ouspenski à Tachkent sous la direction de Tamara Popovich. Depuis 2007, Abduraimov continue à se perfectionner à l'International Center for Music de Park University, Kansas City avec comme professeur Stanislav Ioudenitch.
Après avoir remporté, en 2009, à l'âge de 18 ans, le concours international de piano de Londres, il donne de nombreux récitals et concerts avec orchestre à travers le monde.
En 2012, Abduraimov enregistre un premier album pour Decca où il joue la Sonate pour piano n°6 de Prokofiev et des œuvres de Liszt et Saint-Saëns : en France, ce disque remporte un Choc de Classica et un Diapason Découverte. En 2014, un second album pour Decca contient le Concerto pour piano n°3 de Prokofiev et le Concerto pour piano n°1 de Tchaïkovski.